# Гібалюк Микола Миколайович
Микола Миколайович Гібалюк (за іншими даними Гибалюк) (нар. 21 травня 1984, Кам'янець-Подільський) — український футболіст, що грав на позиції захисника та півзахисника. Відомий за виступами у низці українських команд різних ліг та виступами у вищих дивізіонах Молдови, Азербайджану та Вірменії. Після завершення кар'єри гравця став футбольним тренером — багаторічний помічник Сергія Шищенка.

## Клубна кар'єра
Микола Гибалюк народився у Кам'янці-Подільському, де й розпочав виступи за місцевий аматорський клуб «Динамо-Орбіта». Під час одного з турнірів кам'янецька команда грала із київською «Оболонню», і Гібалюку вдалось забити м'яч у ворота суперників. Після гри молодий футболіст отримав запрошення перейти до київського клубу особисто від тодішнього головного тренера команди Володимира Мунтяна, яке він відразу ж прийняв. Гібалюк спочатку залучався до матчів за аматорський фарм-клуб команди «Університет-Оболонь», пізніше головний тренер розпочав залучати Гібалюка до матчів головної команди клубу в першій лізі. Проте у кінці 2001 року контракт із «Оболонню» у футболіста закінчився, і через непорядність деяких працівників клубу він вирішив його не продовжувати. Пізніше, у зв'язку із травмою, деякий час Гібалюк був без клубу, і за пропозицією тренера юнацької збірної Анатолія Крощенка грав у аматорській команді «Європа» з Прилук. Після цього футболісту запропонували контракт у донецькому «Металурзі», проте у донецькій команді грав лише за дубль, і за півроку Гібалюк відбув у оренду до вірменського клубу «Бананц». Клуб у той час виступав досить успішно, зайняв друге місце у чемпіонаті Вірменії та вийшов до фіналу Кубку, грав у єврокубках. За півроку футболіст повернувся до України, де грав у складі маріупольського «Іллічівця», який також за підсумками цього сезону вийшов до Кубка УЄФА, де в першому ж раунді зустрічався з колишнім клубом Гібалюка. За два роки у футболіста закінчився контракт із клубом, і він отримав пропозицію від українського тренера Олександра Севідова перейти до складу молдовської команди «Зімбру». Проте у цій команді футболіст довго не затримався, хоча й став у складі команди володарем Кубка Молдови. Наступною командою Гібалюка стала луцька «Волинь», у якій за півроку футболіст зіграв 16 матчів у першій лізі. Далі футболіст протягом півроку грав за інший молдовський клуб «Дачія», а протягом наступних півроку — за азербайджанський клуб «Габала». У зимовому міжсезонні був запрошений до клубу «Закарпаття», проте оформити контракт із клубом не зумів у зв'язку із тим, що тоді б ужгородський клуб став би третім клубом футболіста за сезон, що заборонено правилами ФІФА. Пізніше футболіст таки підписав контракт із клубом, і грав у команді протягом двох із половиною сезонів, став із командою переможцем турніру першої ліги в сезоні 2011—2012 року. В кінці 2012 року Гібалюк покинув закарпатський клуб, причиною цього сам футболіст називав хронічну невиплату заробітної плати, із приводу чого футболіст неодноразово звертався до суду. На початку 2013 року Гібалюк став гравцем МФК «Миколаїв», проте зіграв за клуб лише 7 матчів у першій лізі, та покинув команду. Далі футболіст повернувся на Закарпаття, де спочатку грав у складі аматорської команди «Надьбегань», а з 2016 року став граючим тренером іншої аматорської команди «Минай», щоправда із середини року він покинув свій пост. Микола Гибалюк також паралельно грав у Словаччині за місцеву нижчолігову команду ОФК з Длгого Клчова.

## Виступи за збірні
Микола Гибалюк із 2001 року, після переходу до «Оболоні», запрошувався до складу юнацької збірної України. Футболіст грав у відбіркових матчах до юнацького чемпіонату Європи з футболу 2001 року та відбіркових матчах до юнацького чемпіонату Європи 2003 року. Усього на юнацькому рівні Микола Гібалюк зіграв за збірні України різних вікових груп 22 матчі, у яких відзначився 2 забитими м'ячами.

## Тренерська кар'єра
У 2016 році Микола Гібалюк став граючим тренером аматорської команди «Минай», у 2017 році він став головним тренером «Миная» вже у професійному статусі. У 2018—2019 роках Гібалюк входив до тренерського штабу клубу МФК «Миколаїв».

## Досягнення
- Володар Кубка Молдови:

«Зімбру» (Кишинів): 2006–2007
- Переможець Першої ліги України: 2011–2012